# Гойя (премия, 1995)
IX церемония вручения премии «Гойя» состоялась 20 января 1995 года. Ведущяя — Иманоль Ариас.

## Номинации

### Главные премии
| Лучший фильм | Лучший режиссёр |
| --- | --- |
| - Считанные дни / Días contados - Колыбельная / Canción de cuna - Турецкая страсть / La pasión turca | - Иманоль Урибе – Считанные дни / Días contados - Висенте Аранда – Турецкая страсть - Хосе Луис Гарси – Колыбельная / Canción de cuna                        |
| Лучший актёр | Лучшая актриса |
| - Кармело Гомес – Считанные дни / Días contados - Габино Диего – Худшие годы нашей жизни / Los peores años de nuestra vida - Альфредо Ланда – Колыбельная / Canción de cuna | - Кристина Маркос – Все вы, мужики, одинаковы / Todos los hombres sois iguales - Ана Белен – Турецкая страсть - Рут Габриэль – Считанные дни / Días contados |
| Лучший актёр второго плана | Лучшая актриса второго плана |
| - Хавьер Бардем – Считанные дни / Días contados - Аугусто Гонсалес – Худшие годы нашей жизни / Los peores años de nuestra vida - Оскар Ладор – Смешно, но не очень / Alegre ma non troppo | - Мария Луиса Понте – Колыбельная / Canción de cuna - Сильвия Мунт – Турецкая страсть - Кандела Пенья – Считанные дни / Días contados                        |
| Лучший оригинальный сценарий | Лучший адаптированный сценарий |
| - Все вы, мужики, одинаковы – Хоакин Ористрель, Иоланда Гарсия Серрано, Хуан Луис Иборра и Мануэль Гомес Перейра / Todos los hombres sois iguales - Детектив и смерть – Гонсало Суарес / El detective y la muerte - Худшие годы нашей жизни – Давид Труэба / Los peores años de nuestra vida | - Считанные дни – Иманоль Урибе / Días contados - Колыбельная – Хосе Луис Гарси and Horacio Valcárcel / Canción de cuna - Турецкая страсть – Висенте Аранда  |
| Лучший мужской актёрский дебют | Лучший женский актёрский дебют |
| - Сатурнино Гарсия – Хустино: Пенсионер-убийца / Justino, un asesino de la tercera edad - Коке Малья – Это ложь / Todo es mentira - Пепон Ниэто – Считанные дни / Días contados | - Рут Габриэль – Считанные дни / Días contados - Эльвира Мингес – Считанные дни / Días contados - Кандела Пенья – Считанные дни / Días contados              |
| Лучший иностранный фильм на испанском языке | Лучший европейский фильм |
| - Клубника и шоколад • Куба / Fresa y chocolate - Стратегия улитки • Колумбия / La estrategia del caracol - Без жалости • Перу / Sin compasión | - Шустрая • Великобритания / The Snapper - Град камней • Великобритания / Raining Stones - На исходе дня • Великобритания / The Remains of the Day           |
| Лучший режиссёрский дебют | Лучший мультипликационный фильм |
| - Сантьяго Агилар – Хустино: Пенсионер-убийца / Justino, un asesino de la tercera edad - Эктор Карре – Дай мне огня / Dame fuego - Альваро Фернандес Армеро – Это ложь / Todo es mentira | - Возвращение северного ветра / El regreso del viento del Norte                                                                                              |

### Другие номинанты
| Лучшая операторская работа | Лучший монтаж |
| --- | --- |
| - Колыбельная — Мануэль Рохас / Canción de cuna - Считанные дни — Хавьер Агирресаробе / Días contados - Турецкая страсть — Хосе Луис Алькайне | - Считанные дни — Тереса Фонт / Días contados - Колыбельная — Мигель Гонсалес Синде / Canción de cuna - Детектив и смерть — Хосе Сальседо / El detective y la muerte                                 |
| Лучшая работа художника | Лучший продюсер |
| - Колыбельная — Хиль Паррондо / Canción de cuna - Считанные дни — Феликс Мурсия / Días contados - Турецкая страсть — Хосеп Росель | - Турецкая страсть — Хосе Луис Эсколар - Считанные дни — Андрес Сантана / Días contados - Детектив и смерть — Хосе Луис Гарсиа Арройо / El detective y la muerte                                     |
| Лучший звук | Лучшие спецэффекты |
| - Худшие годы нашей жизни — Gilles Ortion, Хосе Антонио Бермудес, Карлос Гарридо и Поло Аледо / Los peores años de nuestra vida - Считанные дни — Gilles Ortion и Джон Хейуорд / Días contados - Турецкая страсть — Gilles Ortion и Рикард Касальс | - Считанные дни — Реес Абадес / Días contados - Детектив и смерть — Miroslaw Marchwinski / El detective y la muerte - Кратчайший путь в рай — Майкл Киртон / Desvío al paraíso                       |
| Лучшие костюмы | Лучший грим |
| - Колыбельная — Ивонн Блейк / Canción de cuna - Считанные дни — Элена Санчис / Días contados - Турецкая страсть — Нереида Бонмати | - Считанные дни — Романа Гонсалес и Хосефа Моралес / Días contados - Колыбельная — Пакита Нуньес и Хосе Антонио Санчес / Canción de cuna - Турецкая страсть — Маноло Карретеро и Хуан Педро Эрнандес |
| Лучший короткометражный фильм | Лучший короткометражный мультипликационный фильм |
| - Aquel Ritmillo / Aquel ritmillo - Слепая кровь / Sangre ciega - Se Paga al Acto / Se Paga al Acto | - Мечта Адама / El sueño de Adán - Артуро Гамес / Arturo Gámez |
| Best Original Score | |
| - Турецкая страсть — Хосе Ньето - Колыбельная — Мануэль Бальбоа / Canción de cuna - Детектив и смерть — Сусо Саис / El detective y la muerte | |

## Премия «Гойя» за заслуги
- Хосе Мария Форке